# Armidale Dumaresq Council
Armidale Dumaresq Council is een Local Government Area (LGA) in de Australische deelstaat New South Wales. Hoofdplaats is Armidale.